# رینیاسنت‌کیرای
رینیاسنت‌کیرای (به مجاری:  Rinyaszentkirály) یک منطقهٔ مسکونی در مجارستان است که در ناحیه نادی‌آتاد واقع شده‌است. رینیاسنتکیرالی ۳۰٫۵۶ کیلومتر مربع مساحت و ۳۹۱ نفر جمعیت دارد.